# Nemania latissima
Nemania latissima är en svampart som först beskrevs av Speg., och fick sitt nu gällande namn av Y.M. Ju & J.D. Rogers 2002. Nemania latissima ingår i släktet Nemania och familjen kolkärnsvampar.   Inga underarter finns listade i Catalogue of Life.